# 華爾登府邸

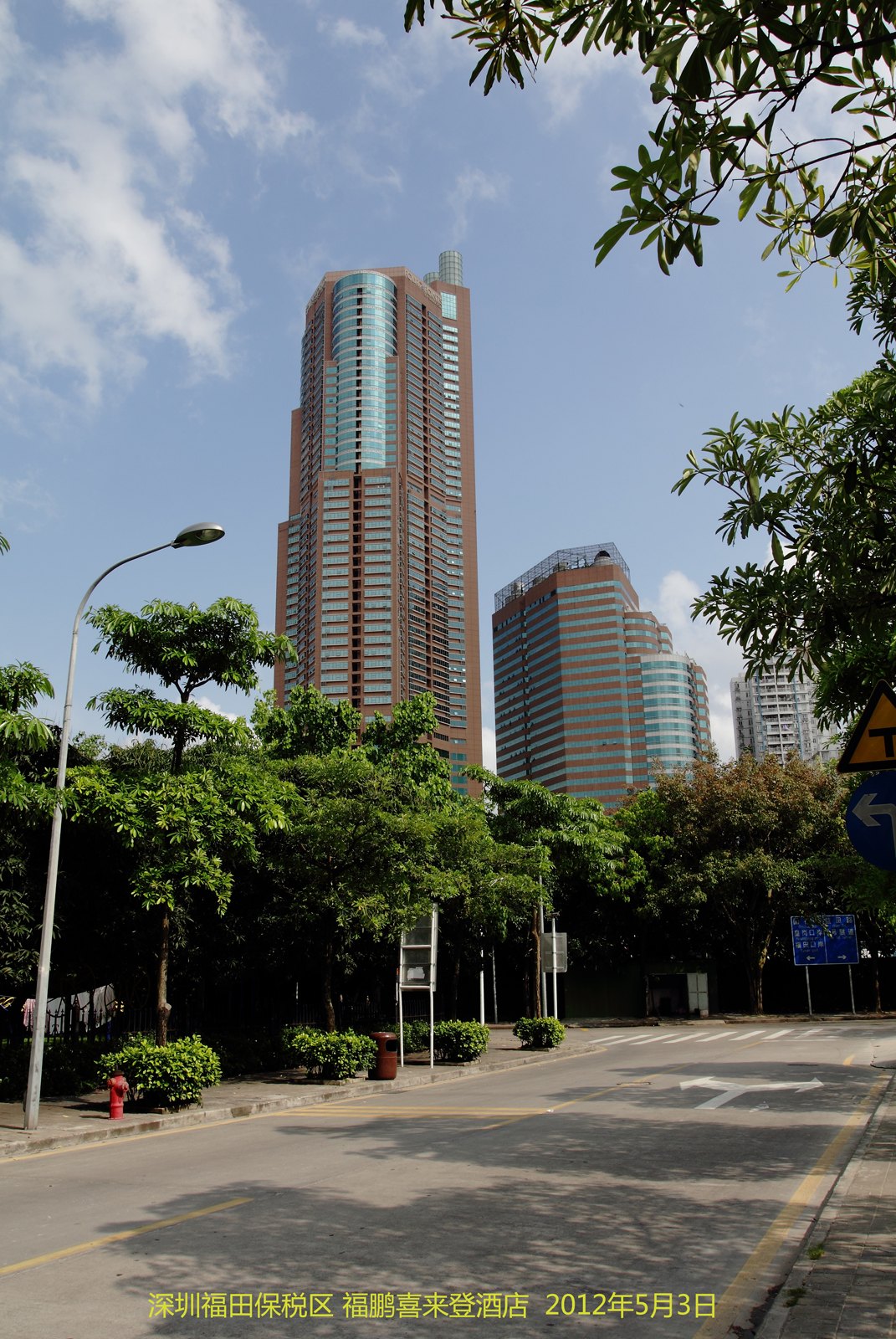
加福廣場·華爾登府邸及深圳福朋喜来登酒店

華爾登府邸（英文：The Carlton Heights），全名為加福廣場·華爾登府邸，位處中國廣東省深圳福田區商業地帶附近，鄰近皇崗地鐵口岸，由加福投資（深圳）有限公司發展。
華爾登府邸由兩座分別為樓高29層的A座和57層高的B座的商務住宅大樓、加福廣場和酒店組成，其中B座的7-18樓為福朋喜來登酒店，其餘樓層為住宅，而A座全座則是住宅。

## 事件
2005年3月29日上午10時45分，當時建築中的華爾登府邸曾發生嚴重火災，A座29樓頂樓一台空调冷却塔突然著火，火警持續35分鐘，至上午11時20分被救熄，幸事故没有造成人员伤亡，火警原因懷疑是A座顶樓正在施工的电焊工燒焊時，不慎燒著空调过滤器而引起的。

## 外部連結
- 加福廣場·華爾登府邸
- 加福廣場·華爾登府邸1期